# Rio Mente
 Coordenadas : formato inválido
O rio Mente é um curso de água do Nordeste Transmontano, com uma extensão total de cerca de 57 km[carece de fontes?]. Nasce na encosta sul da Peña Nofre (1292 metros de altitude), no concelho de Castrelo do Val, na Galiza. Inicialmente corre para leste até à confluência com o Rio Parada, rio este que nasce na face norte dessa mesma serra. Posteriormente, desloca-se no sentido Norte-Sul. No território espanhol, percorre cerca 25 km, alcançando o território português próximo das aldeias de Veiga do Seixo (Galiza) e Cisterna (Portugal), onde o seu curso se encontra a 560 m de altitude. Percorre depois 33 km em território português e acaba por afluir no rio Rabaçal a cerca de 400 m de altitude.
Ao alcançar o território português, serve inicialmente de fronteira entre os dois países durante alguns quilómetros, mais a Sul encontra-se integralmente no concelho de Vinhais e, na parte final do seu percurso, faz primeiro a divisão entre os concelhos de Vinhais e de Chaves e depois entre os concelhos de Vinhais e Valpaços.  
É um rio que escavou um profundo vale encaixado, em que o desnível entre o leito e a montanha pode ultrapassar os 400 m. As suas margens são maioritariamente rochosas, com algumas planícies de aluvião. As encostas são abruptas, com enorme biodiversidade. Tais características concedem-lhe o direito de pertencer ao Parque Natural de Montesinho e à Rede Natura 2000. 
Em 2009, foi descoberta na ribeira do rio Mente, uma espécie de planta que era desconhecida da flora autóctone portuguesa, é a Viburnum lantana que vem engrossar a biodiversidade do Parque Natural de Montesinho. No extremo sul do seu curso, está referida a presença do Mexilhão de Rio-do-Norte, Margaritifera margaritifera, apresentando aqui e nos vizinhos rio Rabaçal e rio Tuela, as maiores populações portuguesas desta espécie e umas das maiores da Europa, facto importante por esta espécie ter sofrido uma regressão generalizada do seu efectivo no último século, ficando em risco de extinção.
Nos limites das aldeias de Segirei e Sandim de Lomba as suas águas foram represadas e formam uma praia fluvial num local muito aprazível que, sobretudo nos meses de Verão, atrai muitos veraneantes oriundos de diversas localidades vizinhas, quer portuguesas quer espanholas.
Logo após a praia fluvial de Segirei, brotam espontaneamente águas minero-medicinais, com propriedades terapêuticas, que foram recolhidas, durante muitos anos no próprio leito do rio, nos afloramentos rochosos que o abaixamento das águas, na época estival, deixava a descoberto.São as conhecidas "Águas de Sandim". As "Águas de Segirei" nascem nas proximidades da praia e estão canalizadas para esta. Recentemente foram feitas várias sondagens na margem esquerda do rio, e uma empresa prepara-se para passar à sua exploração industrial.